# M Capital Partners
M Capital Partners, anciennement Midi Capital est une société de gestion d'actif française, créée en 2001 par la Caisse d'épargne de Midi-Pyrénées et devenue indépendante en 2016.
En 2015, il s'agit du premier fonds  en termes d'investissement et le 3e fonds de capital risque français.

## Historique
Le fonds est créé en 2001 par la Caisse d'épargne de Midi-Pyrénées, composante régionalisée du Groupe Caisse d'épargne et devenue indépendante en 2016,.
Fin 2015, il devient indépendant et change de nom pour devenir M Capital Partners.

## Participation
En 2014, le fonds prend une participation de 10 millions d'euros dans le développement de la franchise de restauration rapide Bagelstein,.